# Barnitz
Barnitz est une commune allemande du Schleswig-Holstein, située dans l'arrondissement de Stormarn (Kreis Stormarn), à trois kilomètres au sud de la ville de Reinfeld (Holstein), le long de la Trave. Barnitz fait partie de l'Amt Nordstormarn qui regroupe douze communes autour de Reinfeld.